# Пам'ятки монументального мистецтва Шишацького району
У Шишацькому районі Полтавської області нараховується 11 пам'яток монументального мистецтва. Інші були демонтовані в рамках декомунізації.
| #  | назва                                                   | адреса                                     |
| -- | ------------------------------------------------------- | ------------------------------------------ |
| 1  | Пам'ятник-бюст М. В. Гоголю                             | смт Шишаки, вул. Корлініча                 |
| 2  | Пам'ятник борцям за встановлення радянської влади       | смт Шишаки, вул. Партизанська              |
| 3  | Пам'ятник командиру партизанського загону Д.Д,Корнілічу | смт Шишаки, вул. Корлініча                 |
| 4  | Пам'ятник-бюст партизанці-розвідниці Дусі Бородай       | с. Баранівка, біля школи                   |
| 5  | Пам'ятник-бюст М. В. Гоголю                             | с. Гоголево, заповідник-музей М. В. Гоголю |
| 6  | Пам'ятник-бюст юному партизану Гриші Діденку            | с. Ковалівка, біля школи                   |
| 7  | Пам'ятник-бюст В. Г. Короленку                          | с. Покровське                              |
| 8  | Пам'ятник-бюст Г. А. Кухарю, який загинув у 1941 році   | с. Сагайдак                                |
| 9  | Пам'ятник-бюст М. В. Гоголю                             | с. Яреськи                                 |
| 10 | Пам'ятник-бюст О. П. Довженку                           | с. Яреськи                                 |
| 11 | Пам'ятник-бюст Герою Радянського Союзу Ф. П. Борідьку   | с. Яреськи                                 |